# Petru Giovacchini
Petru Giovacchini (Canale di Verde, 1º febbraio 1910 – Canterano, 29 settembre 1955) è stato un poeta, politico e patriota italiano originario della Corsica.

## Biografia
Petru Giovacchini, considerato il massimo esponente dell'irredentismo italiano in Corsica, nacque a Canale di Verde nel 1910 da un'antica nobile famiglia locale. Dopo aver fatto gli studi liceali in Corsica, si trasferì all'Università di Pisa, come era stato abituale un tempo per gli studenti còrsi, per poter studiare e laurearsi in medicina.
A Pisa assieme ai còrsi Bertino Poli, poi laureatosi in lettere, e Marco Angeli (anch'egli poi medico) fondò i Gruppi di Azione Corsa, che svolgevano attività culturale e politica per l'annessione della Corsica al Regno d'Italia. Questa associazione aveva sedi in varie città italiane ed era la principale dei corsi italiani negli anni trenta, ricevendo sovvenzionamenti direttamente dallo stesso Mussolini.
Petru Giovacchini e gli altri avevano rapporti con il Partito Fascista e con gli intellettuali italiani che si occupavano della Corsica: il famoso storico Gioacchino Volpe, direttore dell'"Archivio storico di Corsica", il prof. Francesco Guerri, alias "Minuto Grosso", direttore della rivista "Corsica antica e moderna", il prof. Edmondo Pellegrini e altri. Cercavano di mantenere i rapporti con gli irredentisti rimasti in Corsica come Petru Rocca, capo del Partito Corso d'Azione; Giacinto Croce, archivista e scrittore; Domenico Carlotti, monsignore dell'ex cattedrale di Bastia e noto poeta dialettale con lo pseudonimo di "Martinu Appinzapalu", ecc.
Sia Giovacchini sia Angeli e Poli erano al tempo stesso scrittori e poeti. Dell'Angeli si ricorda "Gigli di Stagnu", del Poli "A Corsica di dumani"; la produzione del Giovacchini fu copiosa sia per studi storici corsi ("Archiatri pontifici corsi"), sia poetica ("Musa canalinca", Rime notturne"). Sussistevano anche rapporti con corsi trasferitisi in Italia prima di loro, come con Anton Francesco Filippini, direttore de "L'Idea corsa". Dopo la guerra d'Etiopia, alla quale partecipò, il Giovacchini fu nominato membro della Camera dei fasci e delle corporazioni. Nel 1942, a seguito dell'Operazione Torch, la Corsica fu occupata dalle truppe italiane, ma il Giovacchini non rientrò nell'isola.
Fu proposto come "Governatore della Corsica" qualora l'Italia avesse annesso l'isola nel 1942; Giovacchini dichiarò che Pasquale Paoli, l'eroe della Corsica, fu il precursore dell'irredentismo italiano in Corsica, che avrebbe spinto all'unificazione dell'isola con l'Italia. Dopo l'8 settembre 1943 si trasferì nella Repubblica Sociale Italiana così come Poli e Angeli. Il 3 maggio 1943 sposò Vera Felici che, nel 1944, ebbe una figlia, Anna Luisa Orsola Giovacchini. Il matrimonio venne celebrato dal cardinale Carlo Salotti nella basilica di Santa Maria degli Angeli a Roma.
Nel 1946 la Corte di Giustizia di Bastia lo condannò a morte per tradimento assieme al Poli e all'Angeli, così condannò a morte Giovanni Luccarotti, navigante; Paolo Marchetti, professore e scrittore; Eugenio Grimaldi, giornalista. La pena però non venne eseguita perché tutti i condannati a morte erano rifugiati in Italia, tranne il Grimaldi, poi successivamente la Francia non chiese l'estradizione. Al Grimaldi la pena di morte venne convertita in pena detentiva. La Corte condannò a pene detentive altri irredentisti, precisamente: Petru Rocca, 15 anni alla Caienna (Guyana francese); 10 anni di reclusione a mons. Carlotti, che morì in carcere, aveva settant'anni al momento della condanna; Croce 5 anni di lavori forzati e così pure Maria Rosa Alfonsi, parrucchiera; Maria Colombani, vedova del noto poeta irredentista Piazzoli; Giuseppe Damiani, maestro; due anni al fratello di Petru, Angelo; alla degradazione nazionale fu condannato l'ex sindaco di Pastricciola, Marco Leca. Con la fine della guerra, Giovacchini si trasferì a Canterano, vicino a Roma, dove esercitò la professione di medico e vi morì nel 1955.

## Composizioni
Le principali composizioni letterarie di Petru Giovacchini furono:
- Musa Canalinca (1929)
- Rime notturne (1930)
- Aurore, poesie corse (1936)
- Corsica Nostra (1942)
- Archiatri pontifici corsi (1951)

Inizialmente compose anche alcune poesie da giovane. Le più famose furono Musa canalinca e Rime notturne.
Perseguitato per il suo irredentismo dalle autorità francesi, come altri letterati corsi italiani, pubblicò in Italia molte sue opere: Aurore, poesie corse nel 1936 a Livorno, seguite da Corsica nostra e Archiatri pontifici corsi nel 1942 e 1951 a Roma (l'ultima pubblicazione avvenne pochi anni prima della sua prematura morte).